# Chirindia
Chirindia – rodzaj amfisben z rodziny Amphisbaenidae.

## Zasięg występowania
Rodzaj obejmuje gatunki występujące w Tanzanii, Mozambiku, Zimbabwe i Południowej Afryce. 

## Systematyka

### Etymologia
Chirindia: Chirinda Forest, Gazaland, Mozambik.

### Podział systematyczny
Do rodzaju należą następujące gatunki: 
- Chirindia ewerbecki Werner, 1910
- Chirindia langi Fitzsimons, 1939
- Chirindia mpwapwaensis (Loveridge, 1932)
- Chirindia rondoensis (Loveridge, 1941)
- Chirindia swynnertoni Boulenger, 1907